# Зеленчукская (радиоастрономическая обсерватория)
«Зеленчукская» — радиоастрономическая обсерватория (РАО) около станицы Зеленчукская, Зеленчукский район, республика Карачаево-Черкесия, Россия. Основана в 2001 году Институтом прикладной астрономии (ИПА) РАН.
Является Зеленчукским отделом ИПА РАН.
Это второй из трех наблюдательных пунктов РСДБ сети «Квазар-КВО»: «Светлое», «Зеленчукская» и «Бадары». Основной инструмент обсерватории — радиотелескоп РТФ-32 — используется в национальных и международных (EVN, IVS, Радиоастрон) астрономических наблюдениях.

## Расположение
В 8 км южнее центра станицы Зеленчукская.
В 4,5 км севернее обсерватории находится РАТАН-600, крупнейший в своём роде[уточнить] радиотелескоп в мире.

## История
2001 год — РАО «Зеленчукская» введена в опытную эксплуатацию.
2002 год — Обсерватория работает в штатном режиме.
2004 год, 8 октября — радиотелескоп РТФ-32 начал участвовать в регулярных наблюдениях в составе сети IVS (Международная служба РСДБ наблюдений для астрометрии и геодезии).

### Заведующие обсерваторией
- с 2005 года: Дьяков Андрей Александрович.

## Инструменты обсерватории
- РТФ-32 — полноповоротный прецизионный радиотелескоп с диаметром главного зеркала D = 32 м и фокусным расстоянием F = 11,4 м; рабочий диапазон длин волн от 1,35 до 21 см; антенная система — модифицированная схема Кассегрена. Конструкция РТФ-32 разработана ЦНИИПСК им. Н.П. Мельникова[4][5].  - РТФ-32, лето 2024

РТФ-32, лето 2024
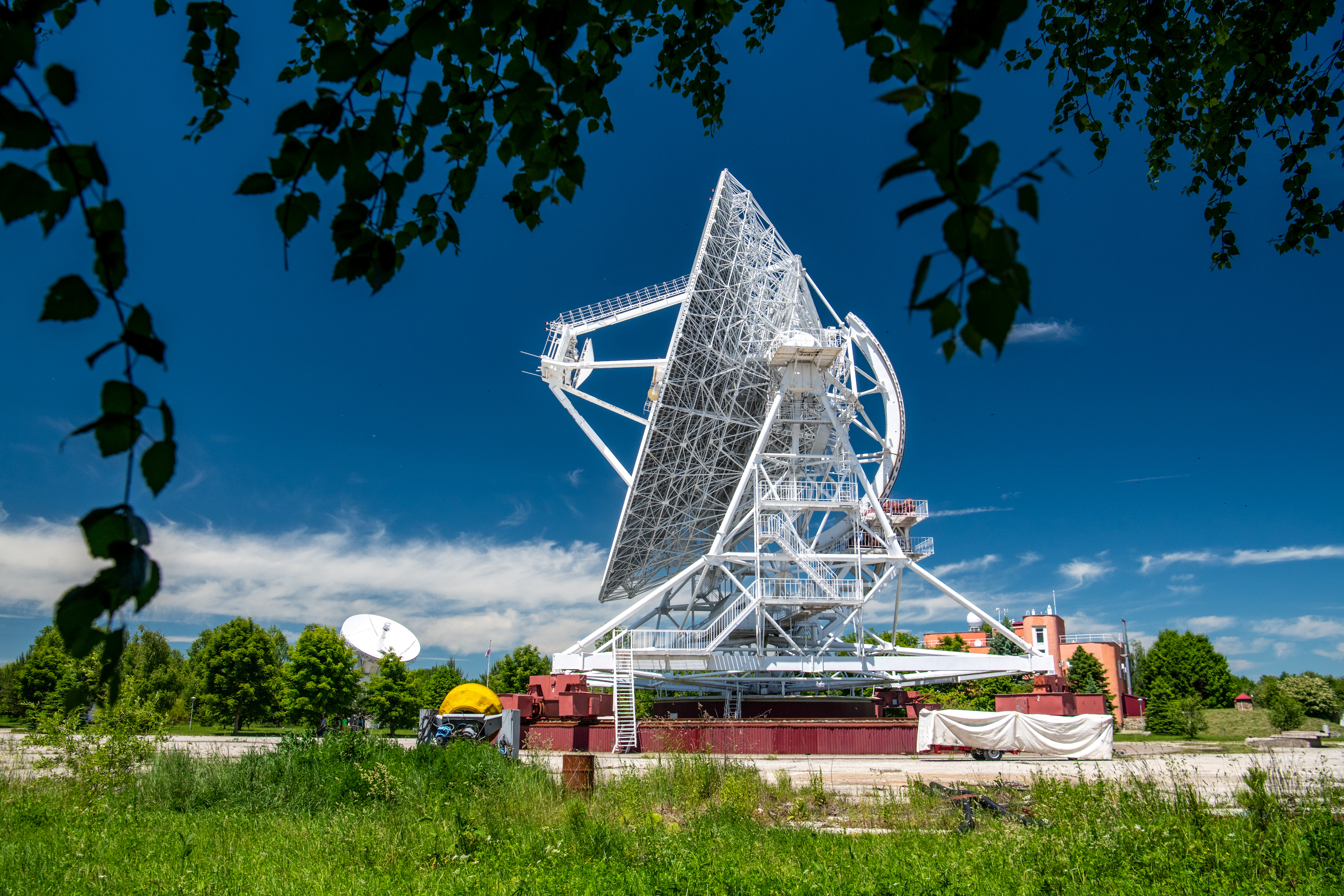
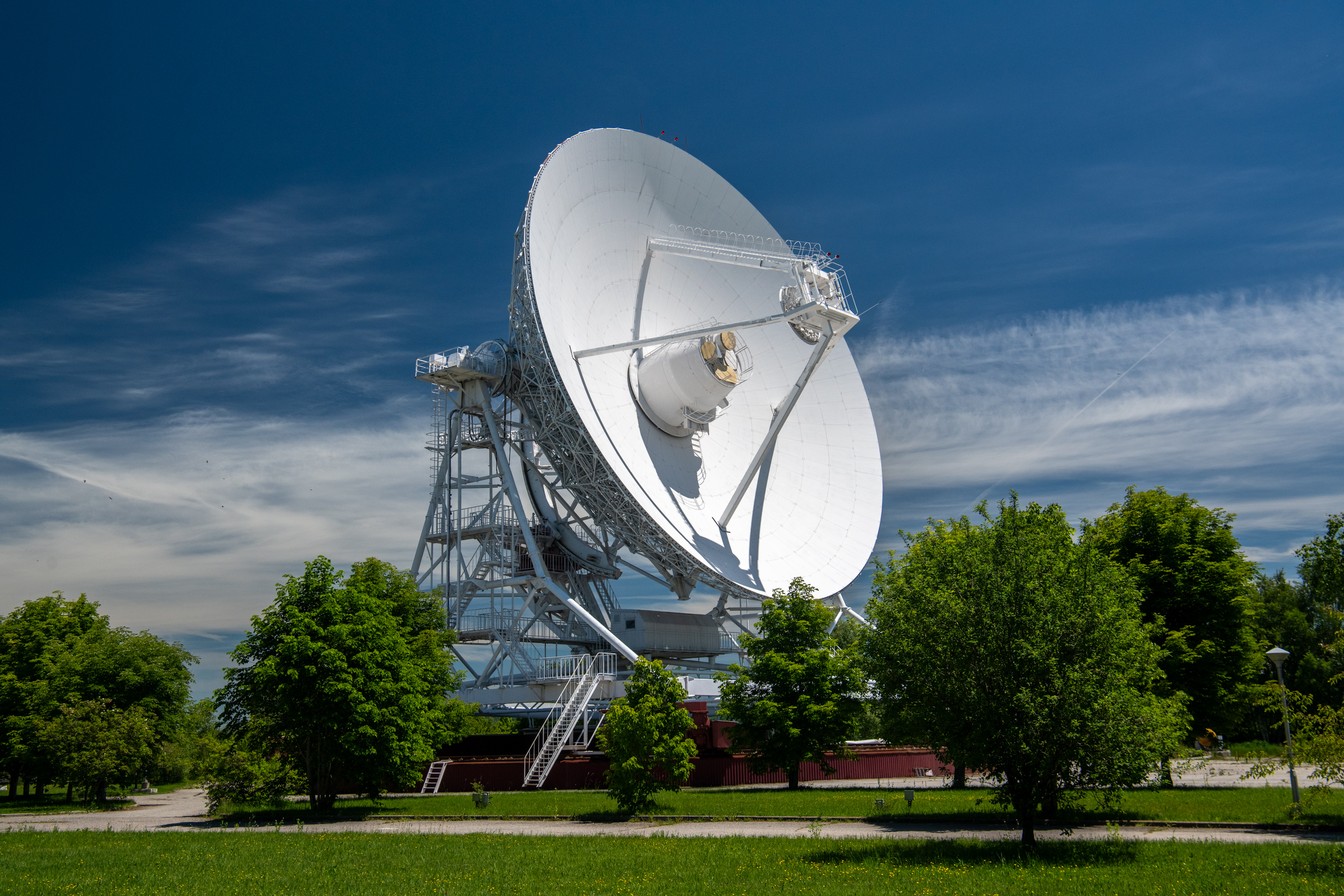
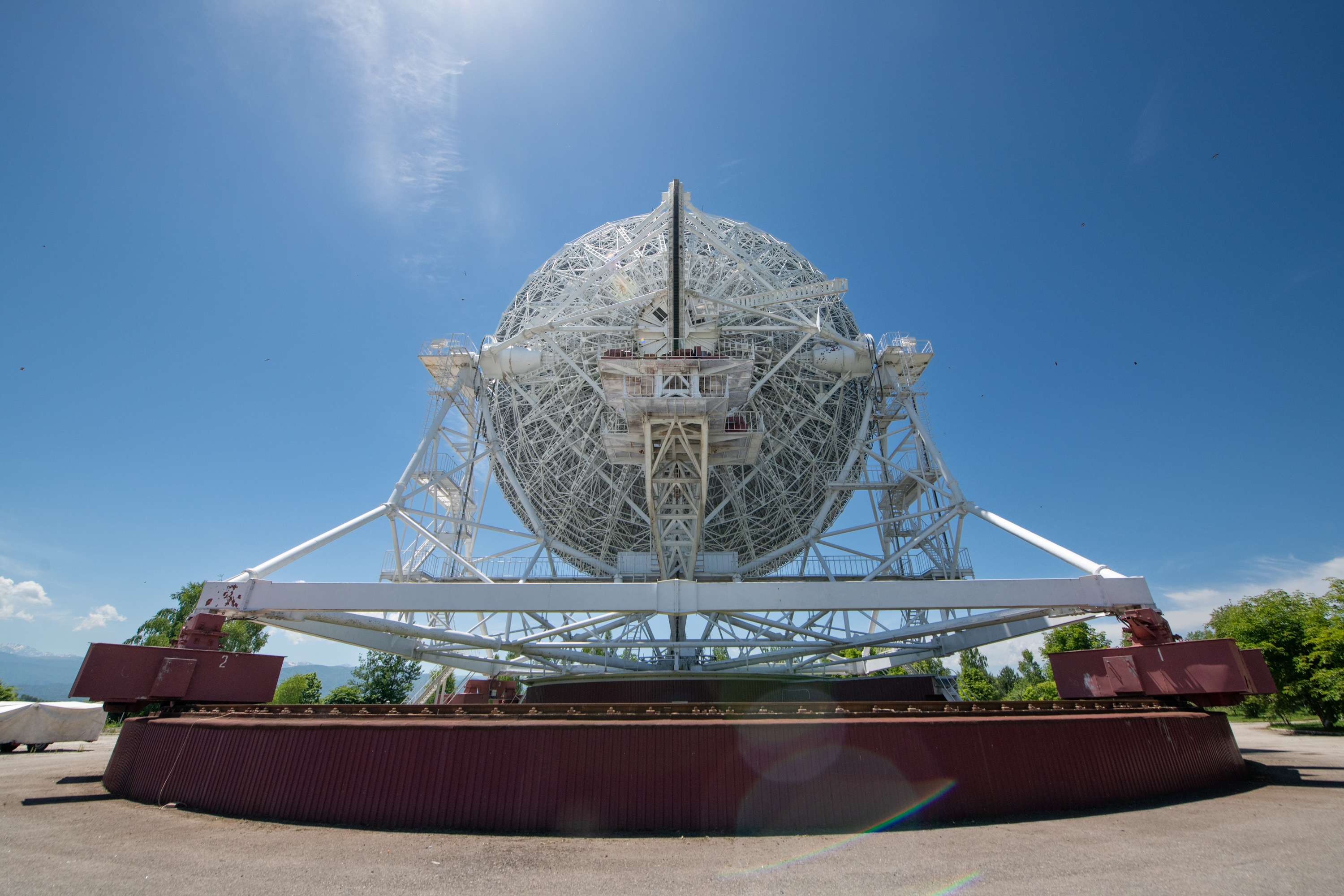
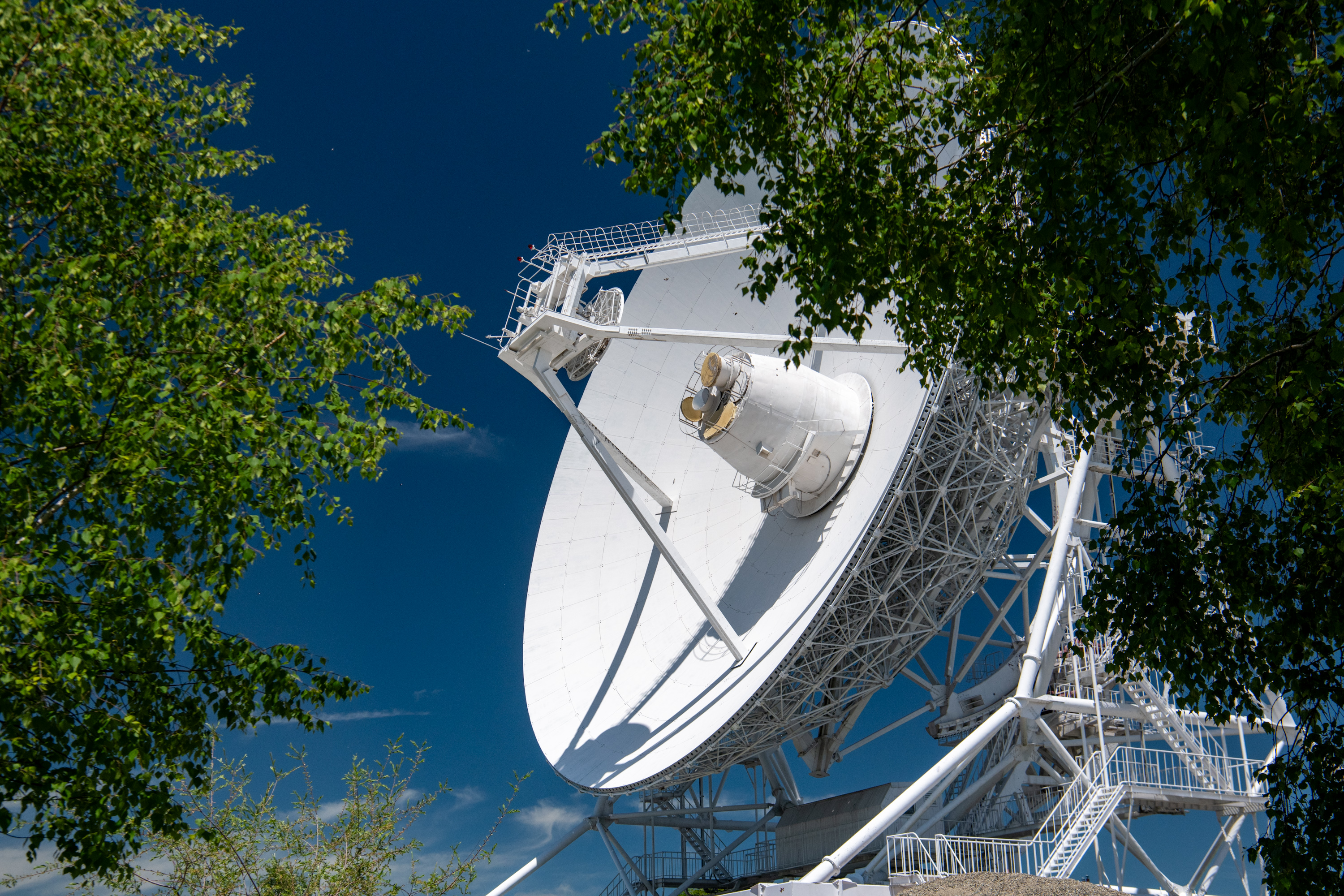

- РТ-13 — 13-метровый радиотелескоп, построен в 2015 году[6].  - РТ-13, лето 2024

РТ-13, лето 2024
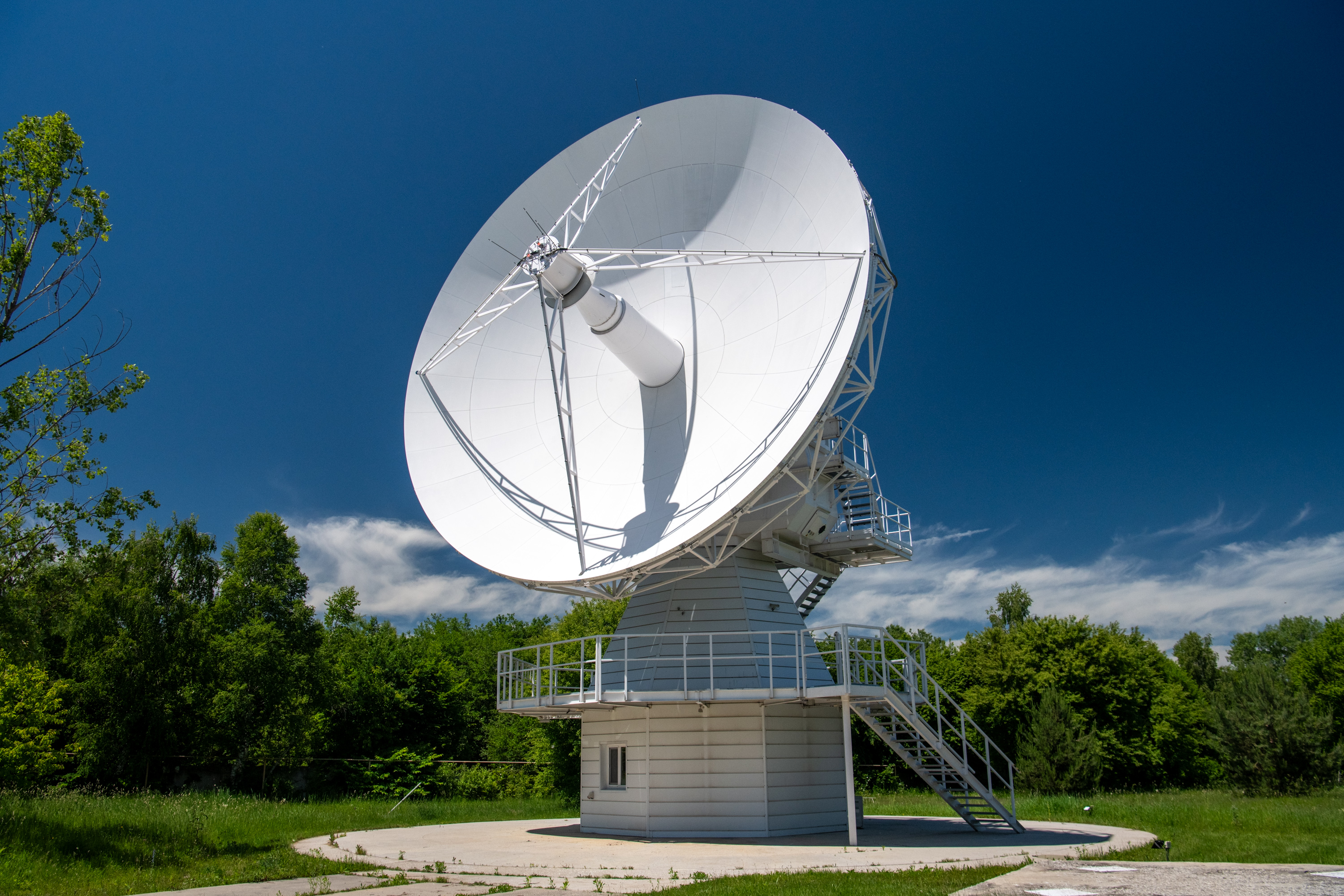
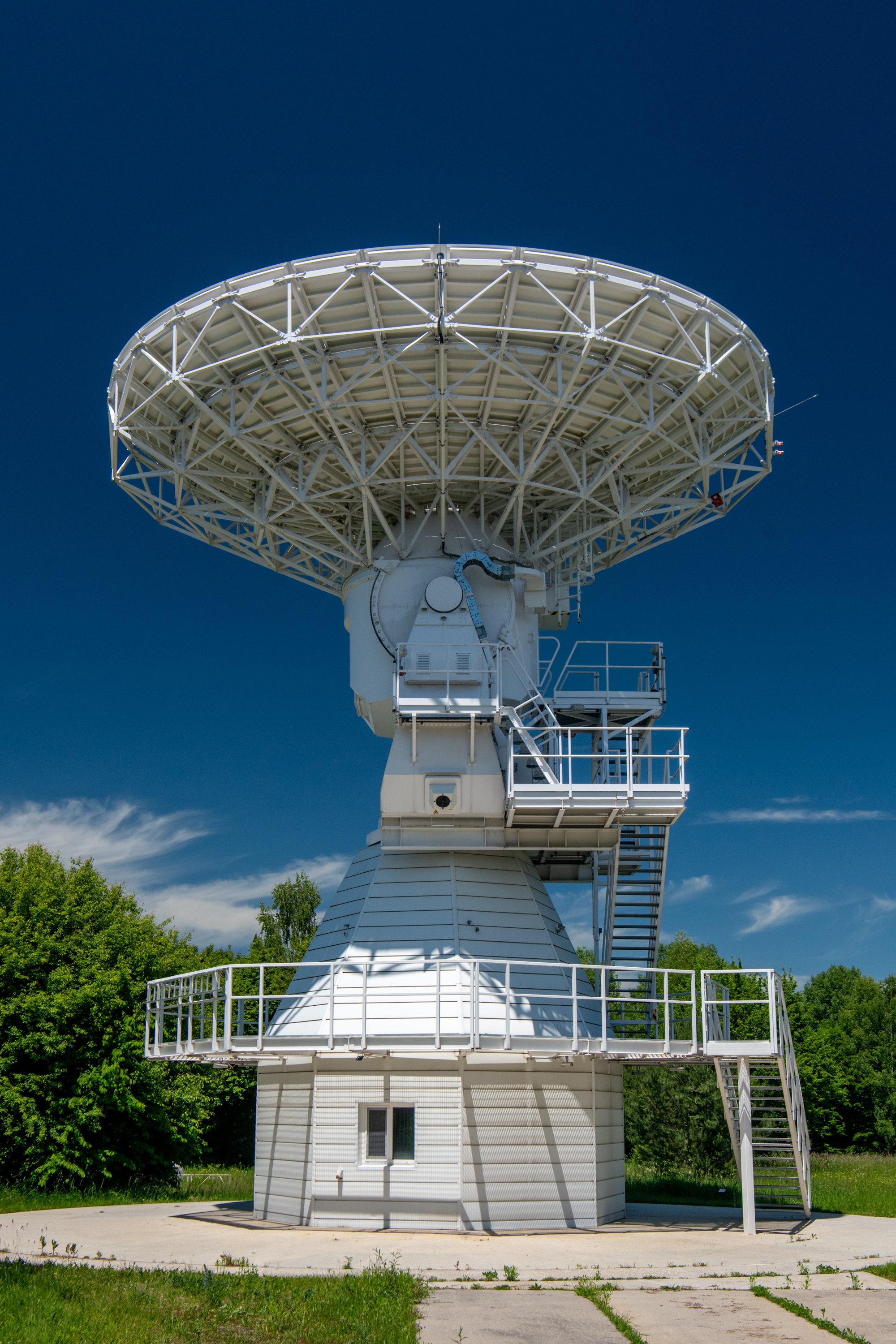

- Vaisala WXT510 — автоматическая цифровая метеостанция.
- Javad GNSS Delta-G3T — GPS/ГЛОНАСС-приёмник.
- Сажень-ТМ — лазерный дальномер. Первые успешные наблюдения геодезических спутников были проведены 18 мая 2011 года[7].

## Направления исследований
- Радиоинтерферометрия со сверхдлинными базами;
- Астрометрия;
- Астрофизика:
  - Солнце[8] и планеты солнечной системы;
  - Галактические и внегалактические объекты (сверхновые, микроквазары, квазары, гамма-всплески и т. д.)[9];
- Геодинамика;

## Основные достижения
- с 2004 года участник сети IVS (Международной службы РСДБ наблюдений для астрометрии и геодезии)[3].
- с ноября 2009 года участник сети EVN (Европейская РСДБ сеть)[10][11].